# 도로시 조던 (배우)

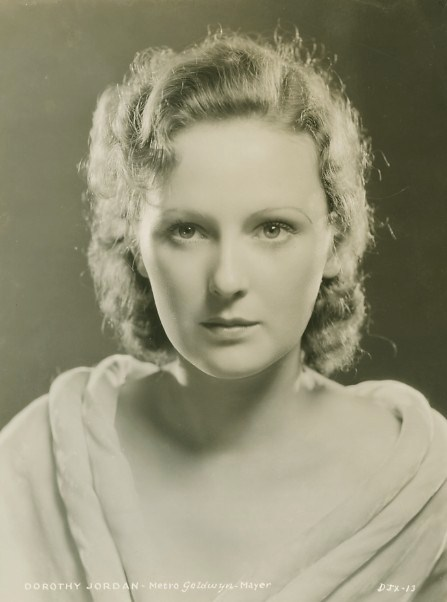

도로시 조던(Dorothy Jordan, 1906년 8월 9일 ~ 1988년 12월 7일)은 미국의 배우, 영화배우이다.
클락스빌에서 태어났으며 로스앤젤레스에서 사망하였다.

## 영화
- 독수리의 날개 (1957년)
- 수색자 (1956년)
- 태양은 밝게 빛난다 (1953년)
- 러브 인 더 러프 (1930년)
- 인 게이 매드리드 (1930년)
- 콜 오브 더 플레쉬 (1930년)
- 참극의 선착장 (1930년)
- 데빌-메이-케어 (1929년)
- 말괄량이 길들이기 (1929년)